# Şivan Perwer
Şivan Perwer, nascut İsmail Aygün, (Viranşehir, 23 de desembre de 1955) és un poeta, escriptor, professor de música, cantant i intèrpret de Tembûr (instrument) kurd. Perwer va fugir de Turquia el 1976 a causa de les temàtiques nacionalistes i polítiques de la seva música i va viure durant 37 anys a l'exili, fins que va poder tornar a Diyarbakir el 16 de novembre de 2013. A dia d'avui (2022) encara viu a l'exili.
Perwer té diversos doctorats honoris causa en música.
Şivan significa pastor en kurd.

## Biografia

### Primers anys
Şivan Perwer va néixer oficialment el 23 de desembre de 1955 com İsmail Aygün a Viransehir, al Kurdistant turc. No obstant això, la seva veritable data de naixement no es pot provar perquè la majoria dels habitants de la part turca del Kurdistan no registraven els naixements de manera regular a les oficines de registre estatals. Per tant, és molt probable que el seu naixement es registrés un temps després de la seva data de naixement real.

### Carrera musical
Durant 25 anys, les cançons de Perwer van ser prohibides a l'Iraq, Síria i Turquia perquè es canten en kurd i sovint citen l'opressió contra el poble kurd a l'Orient Mitjà, sobretot la que exerceix l'estat turc. Els cassets de la seva música es van anar passant de mà en mà, malgrat el risc d'empresonament o mort que podia comportar la seva tinença. Şivan es va fer famós durant el període de protestes kurdes contra el domini iraquià a la Universitat d'Ankara l'any 1972. Els seus enregistraments casolans es van passar de contraban per la frontera, mentre milers de persones havien anat a veure'l en directe.
Tement per la seva vida i el benestar de la seva família, i després dels avisos de les autoritats turques que en demanaven l'arrest, va fugir de Turquia i es va establir a Alemanya el 1976. Allà, Perwer va gravar el seu primer àlbum oficial de cançons tradicionals kurdes. El 1991, Perwer va actuar al concert Live Aid "Simple Truth", al costat de Chris de Burgh, Madonna, Rod Stewart, així com altres artistes internacionals. Els beneficis del concert van ser destinats a ajudes per als refugiats del Kurdistan iraquià que fugien de la Guerra del Golf i va ser considerat un dels esforços humanitaris més importants per a la regió. El 1999 va acceptar la invitació d'Abdullah Öcalan per passar temps amb ell i Mahmud Baksi a Roma.

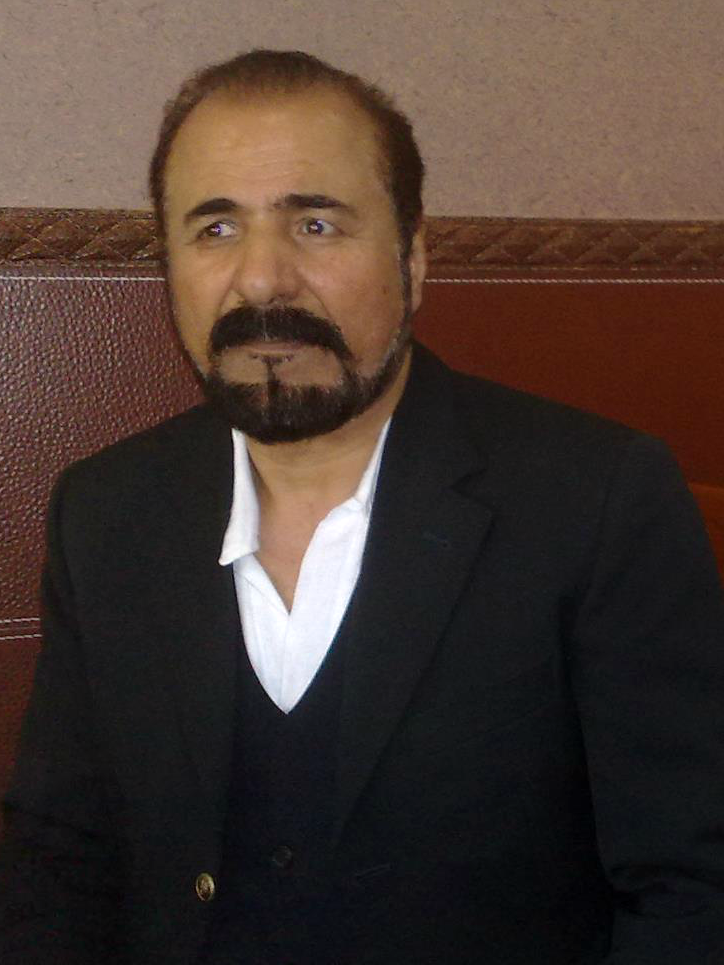
Şivan Perwer el 2016.

La música de Perwer ha tingut una forta influència en el PKK (Partit dels Treballadors del Kurdistan, que va dirigir Öcalan), ja que les seves cançons sovint parlen dels karker (que significa "treballador" en kurd). L'any 2004, Şivan va engegar una iniciativa per a la millora de la cultura a la societat mitjançant l'establiment de la Fundació Cultural Internacional Sivan Perwer a Frankfurt, Alemanya. El dimarts 21 de març de 2006, Şivan Perwer va aparèixer a The World de PRI en el seu segment d'èxits globals.
El 2013, va tornar a trepitjar sòl turc després d'haver marxat a Alemanya el 1976. Va arribar per invitació de Masud Barzani, que es va reunir amb Recep Tayyip Erdoğan. Allà, ell i Ibrahim Tatlises van cantar en un casament massiu a Diyarbakir de 300 parelles liderades pels dos polítics. El seu retorn va ser rebut amb sentiments contradictoris pels kurds. Alguns estaven emocionats d'escoltar-lo, altres lamentaven que no calia que tornés per mostrar el seu suport a Erdogan just abans de les eleccions locals.
Fins ara, Şivan Perwer ha produït més de trenta àlbums, vídeos musicals i documentals. Ha escrit diversos llibres i diverses altres publicacions. Şivan té una carrera que s'ha allargat més de quaranta anys i ha rebut molts doctorats honoris causa i premis internacionals de música arreu del món. Ha compost música i cantat moltes cançons utilitzant la poesia del difunt poeta kurd, Cigerxwîn. Cigerxwîn era conegut per la seva poesia sobre la lluita kurda i també sobre la cultura i la història kurda. Un cop, Cigerxwîn es va referir a Şivan com "la veu de la meva poesia". Les cançons kurdes (o dengbêj) són considerades per alguns com un dels elements clau per preservar la cultura i la història del Kurdistan. Una de les claus de l'èxit de Şivan Perwer és l'haver estat proper a Hessin Abdulrahman Swari. Swari era considerat pels kurds un home de gran integritat que mantenia estrets vincles entre els kurds de totes les parts del Kurdistan.

## Discografia
- Govenda Azadîxwazan (1975)
- Hevalê Bargiran im (1974)
- Herne Pêş (1975)
- Ey Ferat (1976)
- Kî ne Em (1977)
- Le Dilbere (1978)
- Hay Dil (1979)
- Gelê Min Rabe (1982)
- Agirî (1983)
- Bilbilo / Ferzê (1984)
- Dotmam (1985)
- Naze (1986)
- Helebçe (1988)
- Xewna Min / Qasimlo (1988)
- Zembîlfiroş (1989)
- Ya Sitar (1995)
- Hêviya Te (1999)
- Roj û Heyv (2000)
- Sare (2004)
- Min bêriya te kiriye (2004)
- Diwana Şivan Perwer (2005)
- Cane Cane (2009)
- Destana Rojava (2011)
- Şivanname/Gazınd (2013)
- Şahî û Dilşadî & Şivanname 3 (2015)

## Premis
- 2004 - Grand Prix du Disque per l'Académie Charles Cros
- 2000 - Certificat d'Apreciació de San Diego 2000